# Southeast Bybee Boulevard megállóhely

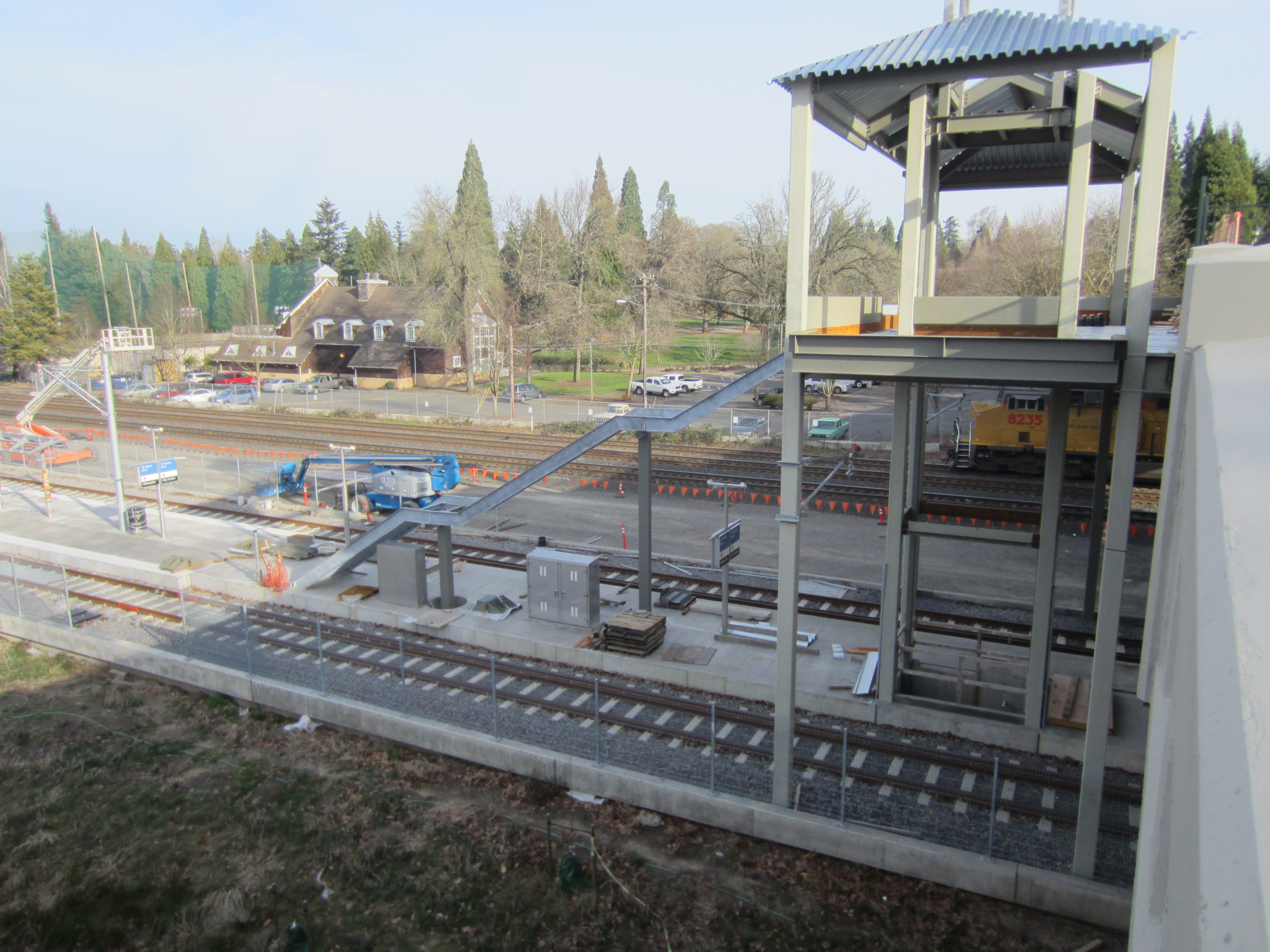
A megálló építése 2015-ben

Southeast Bybee Boulevard megállóhely a Metropolitan Area Express narancssárga vonalának, valamint a TriMet autóbuszainak megállója az Oregon állambeli Portlandben.
A 60%-os készültségi szintet 2014 januárjában érték el; a feltételezések szerint ez a vonal egyik legbeláthatóbb megállója.
A Hop Fastpass elektronikus jegyrendszer kiépítésének keretében itt és a szomszédos végállomáson beléptetőkapukat szereltek volna fel.

## Kialakítása
A megállóhely a McLoughlin sugárút és a Union Pacific Railroad vágányai között, Sellwood–Moreland és Eastmoreland városrészek határán, a Bybee híd alatt fekszik. A szigetperon a hídról közelíthető meg lépcsőn vagy felvonóval.
|            | Utcaszint                                   | Be- és kijárat, jegyautomata, buszmegálló   |
| Peronszint | Észak felé                                  | ← Southeast 17th Avenue & Holgate Boulevard |
| Peronszint | Szigetperon, az ajtók a bal oldalon nyílnak |                                             |
| Peronszint | Dél felé                                    | Southeast Tacoma/Johnson Creek →            |

## Szolgáltatások
A megállóban 2022 őszén hétköznapokon 125 fel- és 28 leszállót számláltak. Az üzemidő hétköznap 22, szombaton 21,5, ünnepnapokon pedig 19,5 óra. Az átlagos járatsűrűség 15–30 perc. A narancssárga vonal északi irányú vonatainak többsége átszerel a sárga vonalra. A megállóhelyről autóbusszal elérhető a Reed Főiskola.

## Autóbuszok
- 19 – Woodstock/Glisan (Gateway Transit Center◄►Lincoln Memorial)[5]

| Előző állomás                                  |  | Metropolitan Area Express |  | Következő állomás                                   |
| ---------------------------------------------- |  | ------------------------- |  | --------------------------------------------------- |
| SE Tacoma/Johnson Creektovább SE Park Ave felé |  | Narancssárga vonal        |  | SE 17th Ave & Holgate Blvdtovább Union Station felé |

## Fordítás
- Ez a szócikk részben vagy egészben  a   Southeast Bybee Boulevard MAX Station című angol Wikipédia-szócikk ezen változatának fordításán alapul.  Az eredeti cikk szerkesztőit annak laptörténete sorolja fel. Ez a jelzés csupán a megfogalmazás eredetét és a szerzői jogokat jelzi, nem szolgál a cikkben szereplő információk forrásmegjelöléseként.